# Đèo Gió (Ngân Sơn)
Đèo Gió là đèo trên quốc lộ 3 ở huyện Ngân Sơn, tỉnh Bắc Kạn, Việt Nam .

## Vị trí
Đèo Gió ở ranh giới thị trấn Nà Phặc và xã Vân Tùng, huyện lỵ huyện Ngân Sơn. Đèo cách thành phố Bắc Kạn 50 km về phía Bắc, và cách huyện lỵ Ngân Sơn 10 km về phía nam.
Đỉnh đèo có độ cao 800 m so với mực nước biển. Tại đỉnh đèo có thôn Đèo Gió, có điểm dừng chân ngắm cảnh và mua sản vật địa phương .
Đèo cũng được coi là "cung đường nguy hiểm" với nhiều tai nạn giao thông .

## Thơ văn
Với vị trí trên quốc lộ 3 Đèo Gió là nơi nhiều nhà văn hóa qua lại và làm thơ văn ca ngợi.
Nhà thơ Nông Quốc Chấn có bài thơ "Đèo Gió" sáng tác năm 1968.